# Resolution 2094 des UN-Sicherheitsrates
Die Resolution 2094 des UN-Sicherheitsrates ist eine Resolution, die der Sicherheitsrat der Vereinten Nationen am 7. März 2013 einstimmig beschloss.
Bezugnehmend auf die Resolutionen 825, 1540, 1695, 1718, 1874 und 2087 des UN-Sicherheitsrats wird der dritte Kernwaffentest Nordkoreas mit Nachdruck verurteilt und gefordert, dass Nordkorea seinen Rücktritt vom Atomwaffensperrvertrag unverzüglich zurücknimmt. Darüber hinaus stärkt die Resolution die Möglichkeiten der Völkergemeinschaft zur Durchsetzung von Sanktionen.